# Okręg wyborczy nr 68 do Sejmu Polskiej Rzeczypospolitej Ludowej (1989–1991)
Okręg wyborczy nr 68 do Sejmu Polskiej Rzeczypospolitej Ludowej (1989–1991) obejmował Opole oraz gminy Byczyna, Chrząstowice, Dąbrowa, Dobrzeń Wielki, Gogolin, Izbicko, Jemielnica, Kluczbork, Kolonowskie, Komprachcice, Krapkowice, Lasowice Wielkie, Łambinowice, Łubniany, Murów, Niemodlin, Ozimek, Pokój, Prószków, Strzelce Opolskie, Strzeleczki, Tarnów Opolski, Turawa, Wołczyn, Zawadzkie i Zębowice (województwo opolskie). W ówczesnym kształcie został utworzony w 1989. Wybieranych było w nim 5 posłów w systemie większościowym.
Siedzibą okręgowej komisji wyborczej było Opole.

## Wybory parlamentarne 1989

### Mandat nr 260 –Polska Zjednoczona Partia Robotnicza
| Kandydat | I tura | I tura | II tura | II tura |
| Kandydat | Głosów | %      | Głosów  | %       |
| --- | ------ | ------ | ------- | ------- |
| Stanisław Lembrych                                                                                             | 31 713 | 20,29  | —       | —       |
| Jan Goczoł | 30 642 | 19,60  | 47 258  | 68,28   |
| Jerzy Burghardt                                                                                                | 21 115 | 13,51  | —       | —       |
| Henryk Czyżyński                                                                                               | 7670   | 4,91   | —       | —       |
| Liczba głosów ważnych: 156 335 (I tura) • 69 209 (II tura) Źródło: Państwowa Komisja Wyborcza I tura i II tura |        |        |         |         |

### Mandat nr 261 –Polska Zjednoczona Partia Robotnicza
| Kandydat | I tura | I tura | II tura | II tura |
| Kandydat | Głosów | %      | Głosów  | %       |
| --- | ------ | ------ | ------- | ------- |
| Norbert Lysek                                                                                                  | 24 967 | 16,53  | 27 694  | 41,42   |
| Andrzej Orłowski                                                                                               | 13 842 | 9,17   | 26 174  | 39,15   |
| Piotr Buczek                                                                                                   | 12 128 | 8,03   | —       | —       |
| Zygmunt Olbryt                                                                                                 | 12 049 | 7,98   | —       | —       |
| Zbigniew Romanik                                                                                               | 11 054 | 7,32   | —       | —       |
| Wojciech Pilarski                                                                                              | 8453   | 5,60   | —       | —       |
| Liczba głosów ważnych: 151 017 (I tura) • 66 860 (II tura) Źródło: Państwowa Komisja Wyborcza I tura i II tura |        |        |         |         |

### Mandat nr 262 –Zjednoczone Stronnictwo Ludowe
| Kandydat | I tura | I tura | II tura | II tura |
| Kandydat | Głosów | %      | Głosów  | %       |
| --- | ------ | ------ | ------- | ------- |
| Maria Moskal                                                                                                   | 30 216 | 19,28  | 27 206  | 40,77   |
| Andrzej Borowski                                                                                               | 25 491 | 16,27  | 27 388  | 41,04   |
| Stanisław Smreczak                                                                                             | 15 700 | 10,02  | —       | —       |
| Władysław Izdebski                                                                                             | 12 038 | 7,68   | —       | —       |
| Liczba głosów ważnych: 156 721 (I tura) • 66 730 (II tura) Źródło: Państwowa Komisja Wyborcza I tura i II tura |        |        |         |         |

### Mandat nr 263 –Stronnictwo Demokratyczne
| Kandydat | I tura | I tura | II tura | II tura |
| Kandydat | Głosów | %      | Głosów  | %       |
| --- | ------ | ------ | ------- | ------- |
| Stanisław Suchodolski                                                                                          | 48 748 | 30,38  | 32 358  | 48,54   |
| Lucjan Kierat                                                                                                  | 22 291 | 13,89  | 22 587  | 33,88   |
| Zbigniew Pokuszyński                                                                                           | 17 068 | 10,64  | —       | —       |
| Liczba głosów ważnych: 160 459 (I tura) • 66 665 (II tura) Źródło: Państwowa Komisja Wyborcza I tura i II tura |        |        |         |         |

### Mandat nr 264 – bezpartyjny
| Kandydat                                                          | Głosów  | %     |
| ----------------------------------------------------------------- | ------- | ----- |
| Bronisław Wilk                                                    | 108 489 | 69,38 |
| Marek Kosiec                                                      | 13 858  | 8,86  |
| Maria Pamucka                                                     | 7203    | 4,61  |
| Antoni Figiel                                                     | 6327    | 4,05  |
| Józef Szulc                                                       | 4817    | 3,08  |
| Józef Kasperek                                                    | 4480    | 2,86  |
| Alfred Kiciński                                                   | 2975    | 1,90  |
| Liczba głosów ważnych: 156 378 Źródło: Państwowa Komisja Wyborcza |         |       |